# Buprestoidea
De Buprestoidea zijn een superfamilie van kevers uit de infraorde Elateriformia.

## Taxonomie
De superfamilie is als volgt onderverdeeld:
- Familie Schizopodidae LeConte, 1859
  - Onderfamilie Schizopodinae LeConte, 1859
    - Tribus Dystaxiini Théry, 1929
    - Tribus Electrapatini Iablokoff-Khnzorian, 1962  †
    - Tribus Schizopodini LeConte, 1859
- Familie Buprestidae Leach, 1815[1] (Prachtkevers)
  - Onderfamilie Julodinae Lacordaire, 1857
  - Onderfamilie Polycestinae Lacordaire, 1857
    - Tribus Acmaeoderini Kerremans, 1893
      - Subtribus Acmaeoderina Kerremans, 1893
      - Subtribus Acmaeoderoidina Cobos, 1955
      - Subtribus Nothomorphina Cobos, 1955

    - Tribus Astraeini Cobos, 1980
    - Tribus Bulini Bellamy, 1995
    - Tribus Haplostethini LeConte, 1861
    - Tribus Paratracheini Cobos, 1980
    - Tribus Perucolini Cobos, 1980
    - Tribus Polycestini Lacordaire, 1857
      - Subtribus Polycestina Lacordaire, 1857
      - Subtribus Xenopseina Volkovitsh, 2008

    - Tribus Polyctesini Cobos, 1955
    - Tribus Prospherini Cobos, 1980
    - Tribus Ptosimini Kerremans, 1903
    - Tribus Thrincopygini LeConte, 1861
    - Tribus Tyndaridini Cobos, 1955
      - Subtribus Mimicoclytrinina Bellamy, 2003
      - Subtribus Pseudacherusiina Cobos, 1980
      - Subtribus Tylaucheniina Cobos, 1959
      - Subtribus Tyndaridina Cobos, 1955

    - Tribus Xyroscelidini Cobos, 1955

  - Onderfamilie Galbellinae Reitter, 1911
  - Onderfamilie Chrysochroinae Laporte, 1835
    - Tribus Chrysochroini Laporte, 1835
      - Subtribus Chalcophorina Lacordaire, 1857 (1848)
      - Subtribus Chrysochroina Laporte, 1835
      - Subtribus Eucallopistina Bellamy, 2003

    - Tribus Dicercini Gistel, 1848
      - Subtribus Dicercina Gistel, 1848
      - Subtribus Haplotrinchina Holyński, 1993
      - Subtribus Hippomelanina Holyński, 1993
      - Subtribus Pseudoperotina Tôyama, 1987

    - Tribus Evidini Tôyama, 1987
    - Tribus Paraleptodemini Cobos, 1975
      - Subtribus Euchromatina Holyński, 1993
      - Subtribus Euplectaleciina Holyński, 1993
      - Subtribus Hypoprasina Holyński, 1993
      - Subtribus Paraleptodemina Cobos, 1975
      - Subtribus Pristipterina Holyński, 1993

    - Tribus Paratassini Bílý & Volkovitsh, 1996
    - Tribus Poecilonotini Jakobson, 1913
      - Subtribus Poecilonotina Jakobson, 1913
      - Subtribus Nesotrinchina Bílý, Kubáň & Volkovitsh, 2009

    - Tribus Sphenopterini Lacordaire, 1857
    - Tribus Vadonaxiini Descarpentries, 1970

  - Onderfamilie Buprestinae Leach, 1815[1]
    - Tribus Actenodini Gistel, 1848
    - Tribus Anthaxiini Gory & Laporte, 1839
    - Tribus Bubastini Obenberger, 1920
    - Tribus Buprestini Leach, 1815[1]
      - Subtribus Agaeocerina Nelson, 1982
      - Subtribus Buprestina Leach, 1815[1]
      - Subtribus Lamprocheilina Holyński, 1993
      - Subtribus Trachykelina Holyński, 1988

    - Tribus Chrysobothrini Gory and Laporte, 1836
    - Tribus Coomaniellini Bílý, 1974
    - Tribus Curidini Holyński, 1988
      - Subtribus Anilarina Bílý, 2000
      - Subtribus Curidina Holyński, 1988
      - Subtribus Neocuridina Holyński, 1988

    - Tribus Epistomentini Levey, 1978
    - Tribus Exagistini Tôyama, 1987
    - Tribus Julodimorphini Kerremans, 1903
    - Tribus Kisanthobiini Richter, 1949
    - Tribus Maoraxiini Holyński, 1984
    - Tribus Melanophilini Bedel, 1921
    - Tribus Melobaseini Bílý, 2000
    - Tribus Mendizabaliini Cobos, 1968
    - Tribus Nascionini Holyński, 1988
    - Tribus Phrixiini Cobos, 1975
    - Tribus Pterobothrini Volkovitsh, 2001
    - Tribus Stigmoderini Lacordaire, 1857
    - Tribus Thomassetiini Bellamy, 1987
      - Subtribus Philanthaxiina Holyński, 1988
      - Subtribus Thomassetiina Bellamy, 1987

    - Tribus Trigonogeniini Cobos, 1956
    - Tribus Xenorhipidini Cobos, 1986
      - Subtribus Trichinorhipidina Bellamy, 2006
      - Subtribus Xenorhipidina Cobos, 1986

  - Onderfamilie Agrilinae Laporte, 1835
    - Tribus Agrilini Laporte, 1835
      - Subtribus Agrilina Laporte, 1835
      - Subtribus Amorphosternina Cobos, 1974
      - Subtribus Amyiina Holyński, 1993
      - Subtribus Rhaeboscelidina Cobos, 1976

    - Tribus Aphanisticini Jacquelin du Val, 1859
      - Subtribus Anthaxomorphina Holyński, 1993
      - Subtribus Aphanisticina Jacquelin du Val, 1859
      - Subtribus Cylindromorphina Portevin, 1931
      - Subtribus Cylindromorphoidina Cobos, 1979
      - Subtribus Germaricina Cobos, 1979

    - Tribus Coraebini Bedel, 1921
      - Subtribus Amorphosomatina Majer, 2000
      - Subtribus Cisseina Majer, 2000
      - Subtribus Clematina Majer, 2000
      - Subtribus Coraebina Bedel, 1921
      - Subtribus Dismorphina Cobos, 1990
      - Subtribus Ethoniina Majer, 2000
      - Subtribus Geraliina Cobos, 1988
      - Subtribus Meliboeina Majer, 2000
      - Subtribus Synechocerina Majer, 2000
      - Subtribus Toxoscelina Majer, 2000

    - Tribus Tracheini Laporte, 1835
      - Subtribus Brachina LeConte, 1861
      - Subtribus Leiopleurina Holyński, 1993
      - Subtribus Pachyschelina Böving & Craighead, 1931
      - Subtribus Tracheina Laporte, 1835

  - Onderfamilie Parathyreinae Alexeev, 1994  †